# NGC 5261
NGC 5261 é uma galáxia espiral (S) localizada na direcção da constelação de Virgo. Possui uma declinação de +05° 04' 37" e uma ascensão recta de 13 horas, 40 minutos e 16,0 segundos.
A galáxia NGC 5261 foi descoberta em 17 de Abril de 1830 por John Herschel.